# Scinax manriquei
Espèce
Synonymes
- Scinax flavidus La Marca, 2004

Statut de conservation UICN

 LC  : Préoccupation mineure
Scinax manriquei est une espèce d'amphibiens de la famille des Hylidae.

## Répartition
Cette espèce se rencontre entre 1 400 et 1 700 m d'altitude dans la cordillère des Andes, :
- au Venezuela dans les cordillères de Mérida et de la Culata et la sierra Nevada de Mérida ;
- en Colombie dans la cordillère Orientale dans le département de Norte de Santander dans le parc national de Tamá.

## Étymologie
Cette espèce est nommée en l'honneur de Róger Manrique.

## Publications originales
- Barrio-Amorós, Orellana & Chacón-Ortiz, 2004 : A new species of Scinax (Anura: Hylidae) from the Andes of Venezuela. Journal of Herpetology, vol. 38, p. 105-112.
- La Marca, 2004 : Description of two new amphibians from the Andean piedmont of Venezuela. Herpetotropicos, vol. 1, no 1, p. 1-9.